# Riesi
Riesi è un comune italiano di 10 181 abitanti del libero consorzio comunale di Caltanissetta in Sicilia.
È situato nella Sicilia centrale vicino alla valle del fiume Salso, nella parte meridionale della provincia.

## Geografia fisica
Si trova 20 km a sud di Caltanissetta, 73 km da Agrigento, 63 km da Enna, 104 km da Ragusa e a soli 18 km da Ravanusa,già provincia di Agrigento.Si estende su una superficie di 6.667 ettari ed è situato a 330 metri sul livello del mare. Sorge alle falde del Monte Santa Veronica. Riesi era attraversata dalla Strada statale 190 delle Solfare, oggi in variante con due bivi di accesso in città: Riesi Nord e Riesi Sud. A circa 5 km dalla città la SS190 incrocia la SS626 della Valle del Salso (Caltanissetta-Gela) Uscita Iudeca.

### Clima
Il clima è mediterraneo.

| RIESI (1990-1999)     | Mesi              | Mesi              | Mesi                | Mesi              | Mesi              | Mesi              | Mesi              | Mesi              | Mesi              | Mesi              | Mesi              | Mesi              | Stagioni | Stagioni | Stagioni | Stagioni | Anno |
| RIESI (1990-1999)     | Gen               | Feb               | Mar                 | Apr               | Mag               | Giu               | Lug               | Ago               | Set               | Ott               | Nov               | Dic               | Inv      | Pri      | Est      | Aut      | Anno |
| --------------------- | ----------------- | ----------------- | ------------------- | ----------------- | ----------------- | ----------------- | ----------------- | ----------------- | ----------------- | ----------------- | ----------------- | ----------------- | -------- | -------- | -------- | -------- | ---- |
| T. media (°C)         | 10,3              | 10,5              | 12,3                | 14,5              | 19,9              | 23,7              | 27,1              | 27,8              | 23,1              | 20,9              | 14,2              | 11,4              | 10,7     | 15,6     | 26,2     | 19,4     | 18,0 |
| T. max. assoluta (°C) | 20,5 (13/01/1995) | 24,9 (14/02/1998) | 25,8 (23/03/1993)   | 32,0 (30/04/1999) | 38,7 (19/05/1999) | 44,0 (30/06/1998) | 48,2 (03/07/1998) | 47,1 (09/08/1999) | 36,9 (10/09/1993) | 36,0 (27/10/1999) | 28,0 (15/11/1996) | 22,8 (13/12/1994) | 24,9     | 38,7     | 48,2     | 36,9     | 48,2 |
| T. min. assoluta (°C) | −0,9 (06/01/1995) | 0,1 (02/02/1993)  | 0,0 (06-09/03/1993) | 3,4 (13/04/1995)  | 6,9 (05/05/1995)  | 12,0 (02/06/1995) | 15,1 (27/07/1994) | 16,5 (07/08/1995) | 11,5 (30/09/1993) | 7,0 (26/10/1996)  | 3,1 (26/11/1998)  | 0,8 (25/12/1999)  | −0,9     | 0,0      | 12,0     | 3,1      | −0,9 |

## Storia

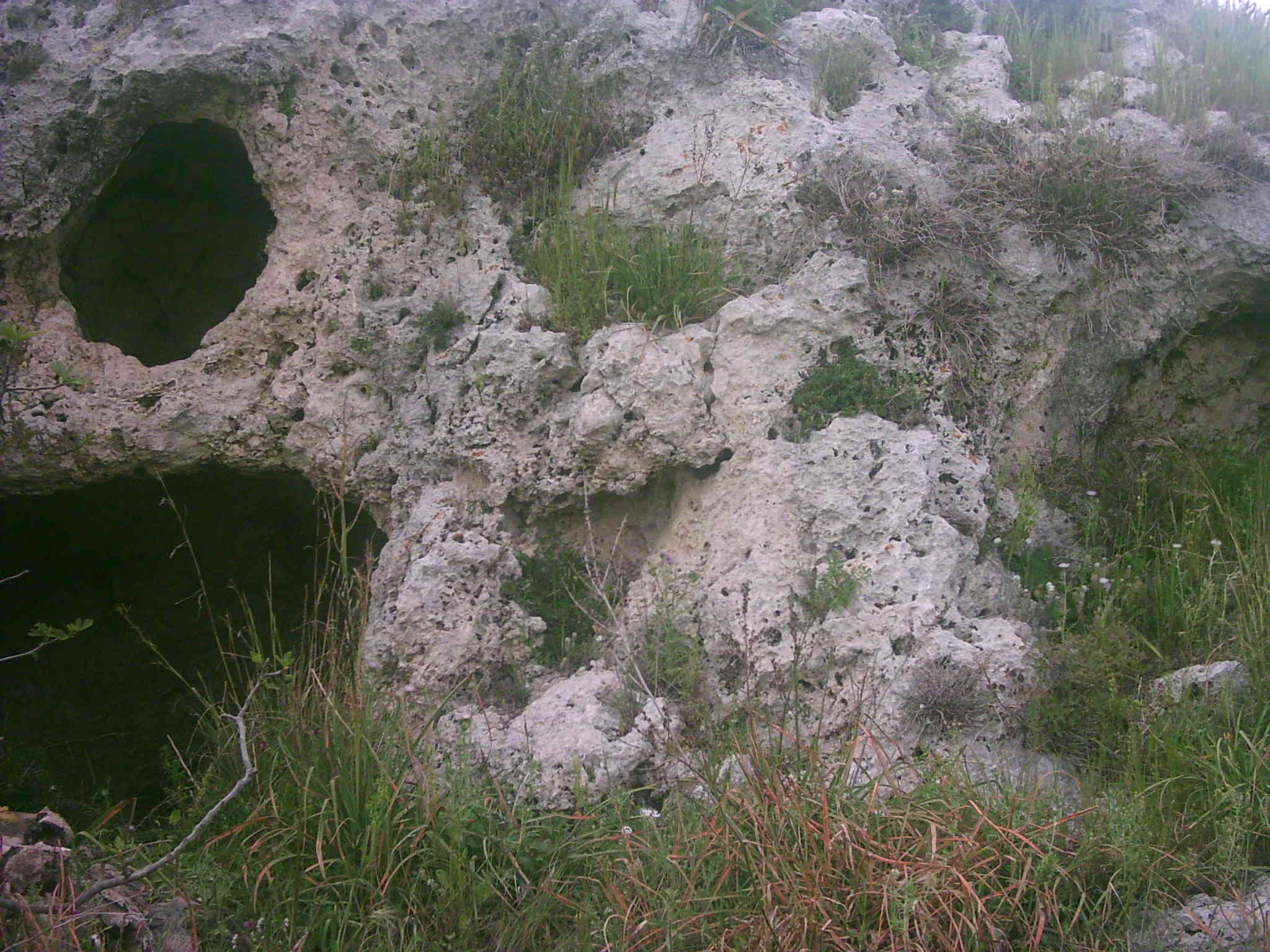
Grotte di Riesi

### Dalla preistoria all'Alto medioevo
La circoscrizione territoriale di Riesi fu occupata dalle popolazioni già dal III-II millennio a.C., dove, successivamente vi si stanziarono Sicani e Siculi. I sepolcri e loculi rinvenuti in contrada Costa di Mandorle risalgono all'epoca dei sicani. Altri cenotafi sono stati ritrovati nelle contrade Porco Spino e Birriggiolo. Con l'avvento dei greci provenienti da Akragas il territorio fu ellenizzato, come riscontrato con scavi archeologici che hanno portato alla luce elementi appartenenti a cascine dell'età ellenica. Il territorio di Riesi fu poi dominato dai Romani e nell'Alto Medioevo rimase a lungo sotto il controllo Bizantino. Dopo la conquista normanna dell'isola, essa venne spartita e donata dal Gran Conte Ruggero ai discendenti e a quei cavalieri distintisi in battaglia. A Piazza Armerina, insieme a Butera e ai casali di Mazzarino e Garsiliato, fu conferita la potestà territoriale su Riesi, poi concessa a Enrico Aleramico.

### Il feudo di Riesi
Nel 1296 Giacomo II di Aragona concesse i feudi di Riesi e Cipolla a Federico di Moac, per poi affidare nel 1300 la loro proprietà a Francesco I Ventimiglia, seguito da Ludovico d'Aragona, Palmerio de Caro, per ritornare nuovamente al casato dei Ventimiglia. Il 12 febbraio 1392, Filippo I Ventimiglia, Maresciallo perpetuo del Regno di Sicilia, nel suo testamento dettato a Catania, divise i suoi beni fra i figli Filippo II, Antonio, Nicola, Ilaria e Preziosa, beneficiando la moglie Costanza Abbate di una rendita di sessanta once d'oro annue. Coinvolti nella ribellione del cugino Antonio I Ventimiglia, conte di Collesano, i figli e la moglie di Filippo I furono privati dei beni nel 1397. Nel 1453 Riesi e Cipolla ritornarono in possesso dei Ventimiglia, con l'investitura a Filippo III Ventimiglia, barone di Pettineo, Riesi e Cipolla, nipote di Filippo I, figlio del detto Francesco I conte di Geraci e Collesano. Da Andrea Ventimiglia, figlio di Antonio di Riesi, nel 1474 ereditò la baronia di Riesi il nipote Francesco Gastone Castellar, probabilmente figlio di Ilaria II Ventimiglia, sorella di Andrea, morto senza eredi.
Giovanni Ruiz de Calcena, cancelliere di re Ferdinando, che aveva ottenuto il territorio di Riesi e Cipolla dalla moglie Giovanna Eleonora Castellar e Ventimiglia, nel 1513 acquisì la licentia populandi dal sovrano assieme al mero et mixto imperio, pur non rivendicando mai questo diritto, poiché mai si recò in Sicilia ad assumere possesso delle sue terre. Riesi, pertanto continuò ad essere quel piccolo borgo di contadini, per la maggior parte stagionali, e coloni che si insediarono tra i piedi del monte Veronica e la Capreria. Tuttavia, questo tentativo di popolare Riesi da parte dei coloni si rivelò fallimentare per via della natura paludosa dei terreni e l'assenza di un castello che provvedesse a difendere il villaggio dai continui saccheggi dei briganti.

### Altariva: la fondazione del centro moderno
Il territorio rimase disabitato per circa un secolo finché, tramite una molteplicità di passaggi, il feudo fu affidato a Pietro Altariva il quale decise di applicare la licentia populandi spinto dai privilegi politici che, in qualità di nobile, avrebbe acquisito nel momento in cui avrebbe fondato un nuovo centro abitato con più di ottanta famiglie. Risiedendo in Spagna, Altariva gestì le sue terre siciliane attraverso un amministratore e un sostituto. Il curatore Pietro Gil stabilitosi a Caltanissetta, rimase al servizio di Altariva solo un biennio; nello stesso tempo Cristoforo Benenati, in un primo momento colui che faceva le veci del Gil per la stipula di contratti, successivamente fu designato procuratore generale ed è grazie a lui e al suo spirito di iniziativa se il signore di Riesi riuscì a rendere esecutiva nel 1647 la licenza di popolamento del feudo già concessa a Giovanni Ruiz de Calcena 134 anni prima; tuttavia il vecchio insediamento risultava troppo vicino alla palude, ragion per cui il nuovo villaggio sorse di fronte al monte Veronica, estendendosi tra le località di Canale e Pietrapiatta. I primi abitanti furono contadini, artigiani e burocrati trasferitisi dalle vicine Butera, Mazzarino e Pietraperzia. A due anni dalla sua fondazione, nel 1649 Riesi passò di proprietà a Beatrice, figlia di Pietro Altariva e consorte di Diego Moncajo, la quale battezzò il villaggio "Altariva" in onore del padre, nome che detenne fino al 1700, anno in cui prese definitivamente il nome di Riesi.

### Riesi tra Settecento e Ottocento

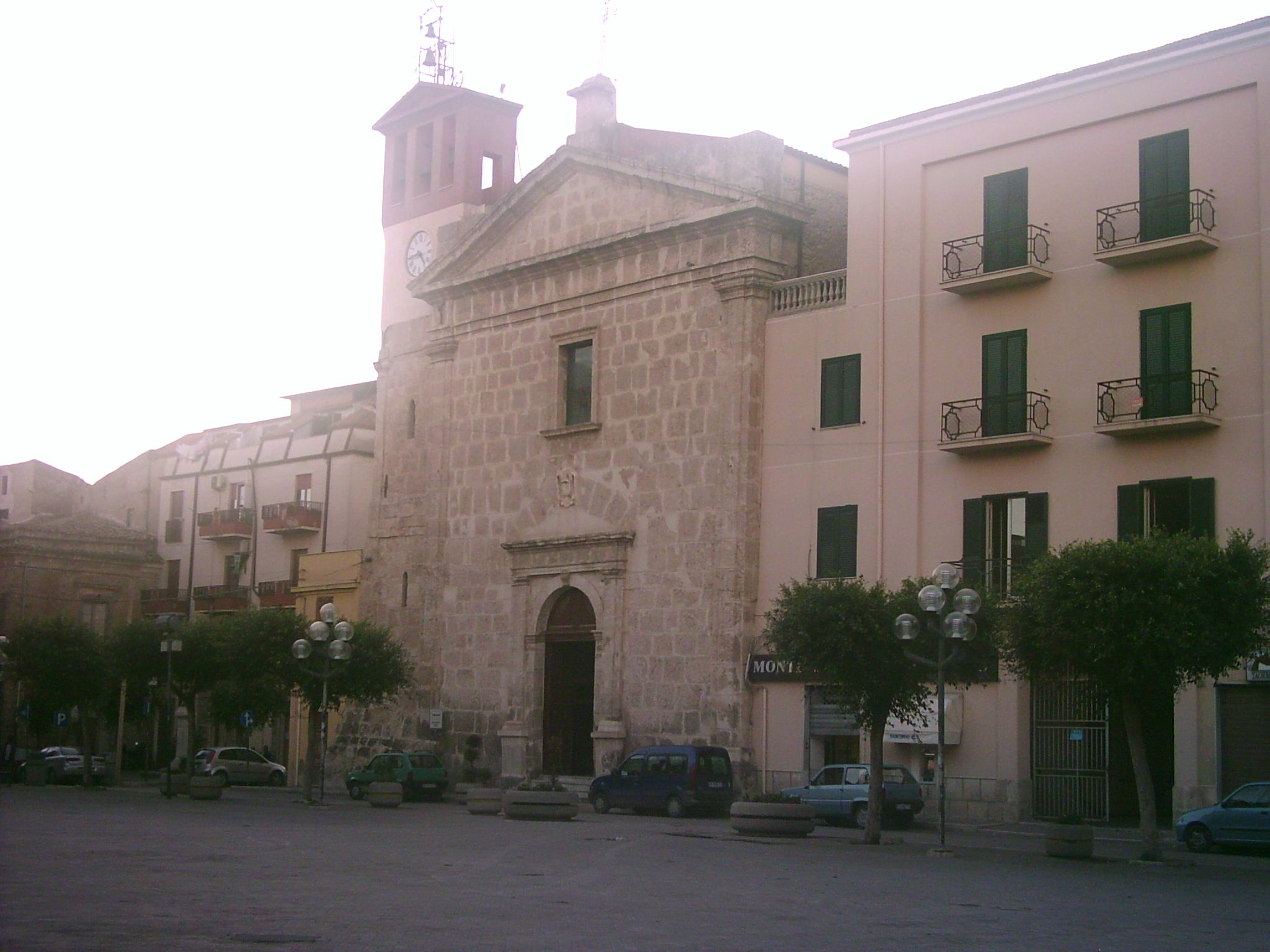
Chiesa della Madonna della Catena

Nel 1700 in Sicilia si verificarono una serie di eventi bellici che però non interessarono Riesi, che nel 1714, per sessantatré anni, passò al regio demanio; nel 1777 passò sotto il dominio della signoria di Luigi Maria Pignatelli e Gonzaga (1742-1801). L'ultimo barone ad essere investito del territorio di Riesi fu Giovanni Ermando: nel 1812, con la nuova costituzione, venne infatti abolito il sistema feudale in Sicilia. Nel 1819 comparve per la prima volta la figura del sindaco aiutato nell'amministrazione del paese dai primi due eletti.
I moti rivoluzionari del 1820 e del 1848, che recarono gravi danni alla Sicilia, trovarono i cittadini di Riesi pronti a lottare per la causa siciliana e parteciparono così alla lotta antiborbonica seguendo gli ideali del risorgimento italiano. Il XIX secolo, portò non solo rivoluzioni, ma anche malattie quali colera, tifo, febbre petecchiale che determinarono la morte di parecchi cittadini. A queste piaghe si aggiunsero anche la disoccupazione e la carestia. I generi alimentari diminuirono e il carovita aumentò vertiginosamente, tanto che fu necessario istituire nel 1886 il monte frumentario per attenuare le sofferenze dei cittadini più bisognosi.
Nel 1879 la fillossera devastò per intero i vigneti causando nuovi inconvenienti alla già debole economia riesina. La situazione parve peggiorata per quegli agricoltori che, non potendo adempiere al pagamento delle tasse, furono privati dei loro terreni, confiscati dallo Stato, e per gli zolfatai che con il loro stipendio esiguo non erano in grado di sfamare le famiglie; gli animi esasperati erano pronti a tutto. Nel 1893 vennero fondati i Fasci siciliani a cui presero parte contadini, braccianti, zolfatai che riuscirono a reclamare i loro diritti ottenendo condizioni di lavoro più umane e retribuzioni adeguate.

### Il Novecento

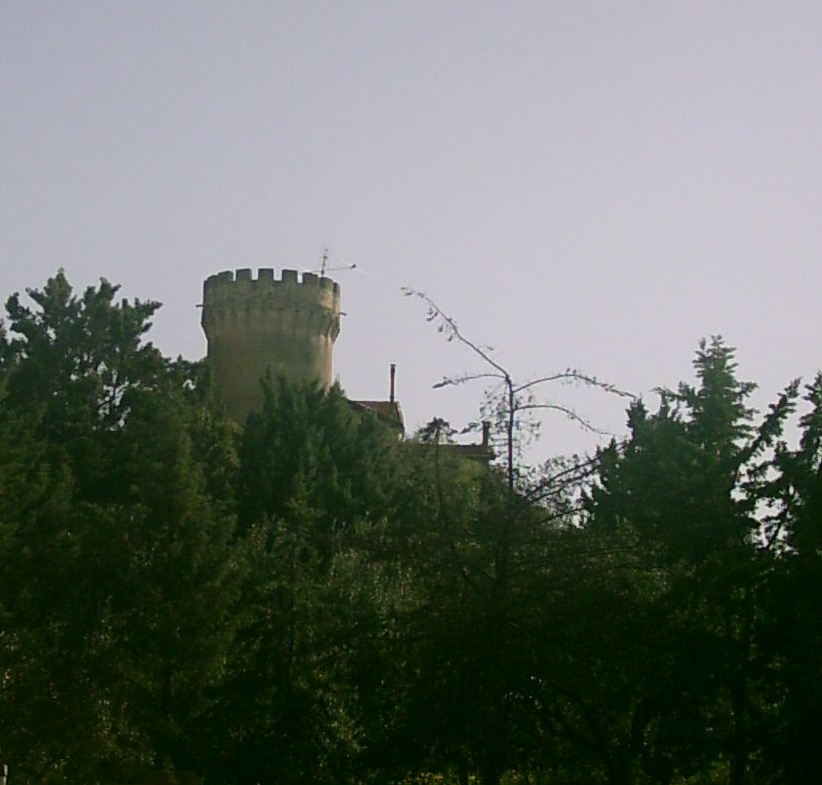
Elemento architettonico a Riesi

Gli inizi del XX secolo furono pervasi da altri gravi episodi: nel luglio del 1914 un assembramento di fanatici mise in atto un tentativo di ribellione e proclamò la "Repubblica di Riesi", esperienza che però terminò nel giro di un paio di giorni poiché l'ordine pubblico fu tempestivamente ripristinato. L'8 ottobre 1919 accadde un altro triste fatto quando i contadini, stufi dei soprusi, si radunarono per scioperare occupando le terre dei latifondi al grido di "la terra ai contadini", ma pure questa rivolta, culminata con la morte di dodici riesini, fu presto repressa. Anni dopo il paese fu travolto dall'avvento del fascismo e dalla seconda guerra mondiale, mentre dal 1946 fu istituito il concorso del sindaco, valido ancora oggi. 
Riesi ha dato un grande contributo di cittadini al movimento della Resistenza Partigiana e all'antifascimo militante rappresentato dal Fuai (Fronte Unitario Antifascista) istituito a livello provinciale da Pompeo Colajanni. A Riesi venne creata nel 1924 la cellula clandestina antifascista "La Sorgente" istituita da Ferdinando Di Legami, braccio destro del rivoluzionario Giuseppe Butera che guidò la famosa Repubblica di Riesi.  I Partigiani di Riesi che possiamo ricordare sono: Gaetano Butera, Giovanni Nicosia, Giuseppina Ballistreri, Filippo Calascibetta, Pietro Calascibetta, Salvatore Calascibetta, Fortunato Carlino, Giuseppe Chiarenza, Giuseppe Di Bella, Paolo Fonte, Calogero Imbergamo, Luigi Laurino, Angelo Perno, Giovanni Russo, Salvatore Savoca, Giuseppe Veneziano, Salvatore Marchese, Giuseppe Golisano. Dopo l'8 settembre 1943 molti soldati riesini vennero deportati nei campi di prigionia tedeschi perché si sono rifiutati di aderire dalla Repubblia di Salò; tra questi possiamo ricordare: Santo Margiotta, Salvatore Russo, Pietro Cutaia, Francesco Mirisola Rosario Cammarata, Gaspare Burgio.
La diffusa povertà prima della fine della seconda guerra mondiale e la difficile situazione sociale protrattasi fino ad oggi hanno costretto diversi riesini ad emigrare. Tra le destinazioni più frequenti, oltre alle grandi città italiane, il Belgio, la Francia, la Germania, l'Argentina e la Svezia.
Fino agli anni ottanta molti degli abitanti della città lavoravano nelle vicine miniere di zolfo di Trabia e Tallarita. I proprietari sfruttarono molto la popolazione impoverita. Molte famiglie per sopravvivere furono costrette a mandare i loro figli a lavorare in miniera, che era a un'ora di cammino dal paese. Entrando nella città si vede un grande monumento che ricorda la sofferenza dei minatori.
Nel 1961 il pastore valdese Tullio Vinay fondò il Servizio Cristiano per combattere la povertà e venne costruito il Villaggio Monte degli Ulivi. All'inizio, lo scopo principale era promuovere l'alfabetizzazione tra bambini e adolescenti, poi si aggiunse quello di favorire l'agricoltura e la formazione. Oggi la Chiesa Valdese gestisce un asilo nido, una scuola elementare, una pensione, un consultorio familiare e una piccola fattoria.

### Duemila
Riesi è soffocata da una forte criminalità organizzata. Ogni anno, conflitti interni alla mafia con le cosche avversarie appartenenti rispettivamente a Cosa nostra ed alla Stidda, danno luogo ad incidenti e perdite umane. Nella primavera 2006, il presidente Giorgio Napolitano ha sciolto il consiglio comunale ed allontanato il sindaco dai propri incarichi a causa degli evidenti legami tra questi ed il crimine organizzato.

### Simboli
Nello stemma comunale sono raffigurate tre pignatte d'oro in campo d'argento, e si ispira al blasone della nobile famiglia Pignatelli (d'oro, a tre pignatte di nero).
Il gonfalone municipale è costituito da un drappo partito di rosso e di bianco.

## Monumenti e luoghi di interesse
- Chiesa della Madonna della Catena, costruita nella prima metà del XVII secolo.
- Chiesa del Santissimo Crocifisso, costruita nel 1744.
- Chiesa Maria Santissima del Rosario, costruita nel XVIII secolo.
- Chiesa di San Giuseppe, edificata nel XIX secolo.
- Chiesa evangelico-valdese, fondata nel 1898.
- Chiesa di San Giovanni Bosco, eretta nel 1962.
- Chiesa del Santissimo Salvatore, sorta nel 1971.
- Villaggio Monte degli Ulivi, complesso architettonico del Servizio Cristiano. Di proprietà della Chiesa Valdese, fu costruito tra il 1961 ed il 1966 dall'architetto Leonardo Ricci ed è uno dei massimi esempi di architettura italiana del XX secolo. Il 16 gennaio del 2009 il complesso architettonico del Servizio Cristiano ha ottenuto la "dichiarazione di importante interesse artistico".[15]

## Società

### Evoluzione demografica
Fra il XIX e il XX secolo diversi riesini abbandonarono il paese in cerca di fortuna nelle Americhe (Stati Uniti e Argentina in particolare) o in Australia. Negli anni immediatamente successivi alla seconda guerra mondiale la popolazione del comune raggiunse il suo picco più alto.

Da Riesi nel Secondo dopoguerra partirono numerose persone per andare ad abitare nelle grandi città del nord Italia come Milano, Torino, Genova per trovare lavoro nelle nascenti fabbriche.

Negli ultimi tempi, nel comune è in atto una forte crescita di cittadini extracomunitari.
Abitanti censiti

### Etnie e minoranze straniere
Al 31 dicembre 2019 gli stranieri residenti a Riesi sono 441, pari al 3,49% della popolazione complessiva. Le comunità più numerose sono:
- Romania: 338

### Religione
La religione prevalente è quella cattolica. Nel XIX secolo, la Chiesa valdese, un'antica confessione protestante del Nord Italia, acquistò una certa influenza grazie all'attività missionaria svolta in diverse parti della Sicilia. Per un breve periodo, più della metà della popolazione si definì "valdese" pur continuando ad andare a messa nelle chiese cattoliche ogni domenica. Questo spinse la Curia ad inviare i Salesiani di Don Bosco nell'isola al fine di riconvertire quanti aderirono alla nuova confessione. Oggi, la comunità valdese è ridotta ai circa 60 membri di chiesa ed alle rispettive famiglie. Gli emigranti ritornati in Sicilia dall'estero hanno portato con sé nuove confessioni. Questa è la ragione per cui sono presenti anche due chiese pentecostali ed una comunità di testimoni di Geova.

### Tradizioni e folclore
Le principali manifestazioni religiose di Riesi sono:
- la Settimana Santa, soprattutto il Venerdì Santo, con rappresentazioni della Passione di Gesù, processioni e un rito popolare;
- la festa della Madonna della Catena, la seconda domenica di settembre, con riti folkloristici e processioni;
- la festa di San Giovanni Bosco, il 31 gennaio, con processioni;
- la festa di San Giuseppe, il 19 marzo e l'ultima domenica di luglio, con processioni, altari e tavolate;
- la festa dell'Immacolata Concezione, l'8 dicembre, con processioni.

#### Settimana Santa riesina

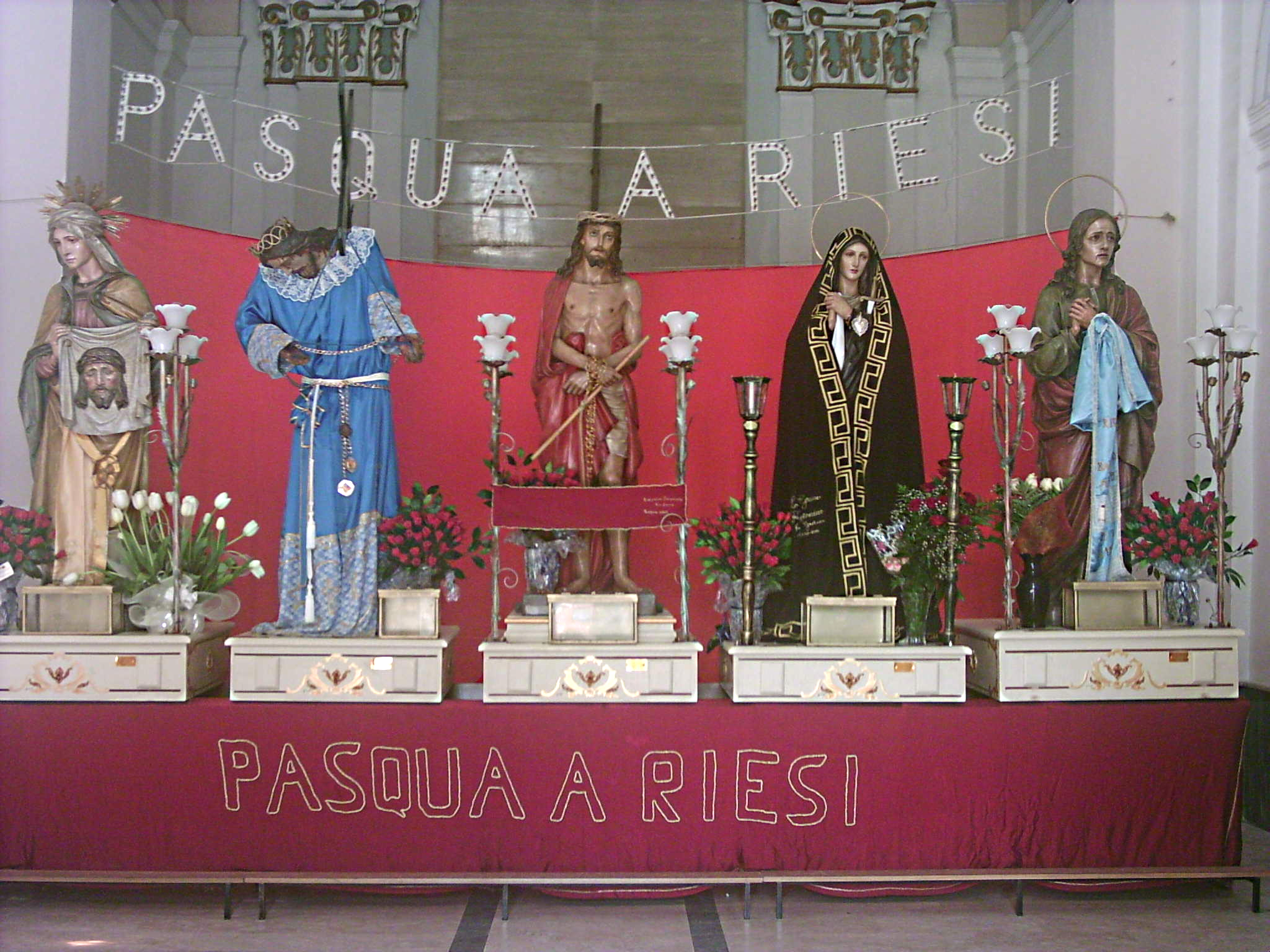
I Santi

È la prima festività dell'anno. Si articola in una serie di celebrazioni che durano circa una settimana: dalla Domenica delle Palme alla domenica di Resurrezione o di Pasqua.
La domenica prima della Pasqua, in piazza Crocifisso, i fedeli partecipano al rito della benedizione delle palme e dei ramoscelli d'ulivo.
Successivamente comincia la prima processione della Settimana Santa riesina. Vengono portate a spalla per le vie del centro storico, le statue di San Pietro e San Paolo che alla fine degli anni cinquanta sostituirono i più caratteristici e popolari "Sanpauluna" censurati da un veto vescovile.
Nei tre sabati che precedono la Pasqua, la chiesa del Crocefisso apre le sue porte per un pellegrinaggio alle cinque statue - Veronica, Gesù crocefisso, Ecce Homo, Addolorata e San Giovanni - protagoniste della Settimana Santa. Al tramonto, un filo di mortaretti, che percorre due volte il perimetro della piazza, viene acceso.
- Giovedì Santo

Il Giovedì Santo si svolge la lavanda dei piedi. Alla fine della celebrazione, dalla piazza si snoda un corteo composto dal comitato, le autorità, giovani vestiti da romani e il popolo che si recano nella chiesa del Crocifisso, da cui escono le statue dell'Ecce Homo e di San Giovanni. Portati a spalla arrivano alla scalinata di San Giuseppe dove viene recitata 'La Condanna', alla fine vi è una fiaccolata e fuochi pirotecnici. I simulacri percorrono diverse vie del paese facendo delle soste, prima nella chiesa di Maria del Rosario, poi, nella chiesa Madre e infine rientrano nella chiesa del Crocifisso.
- Venerdì Santo

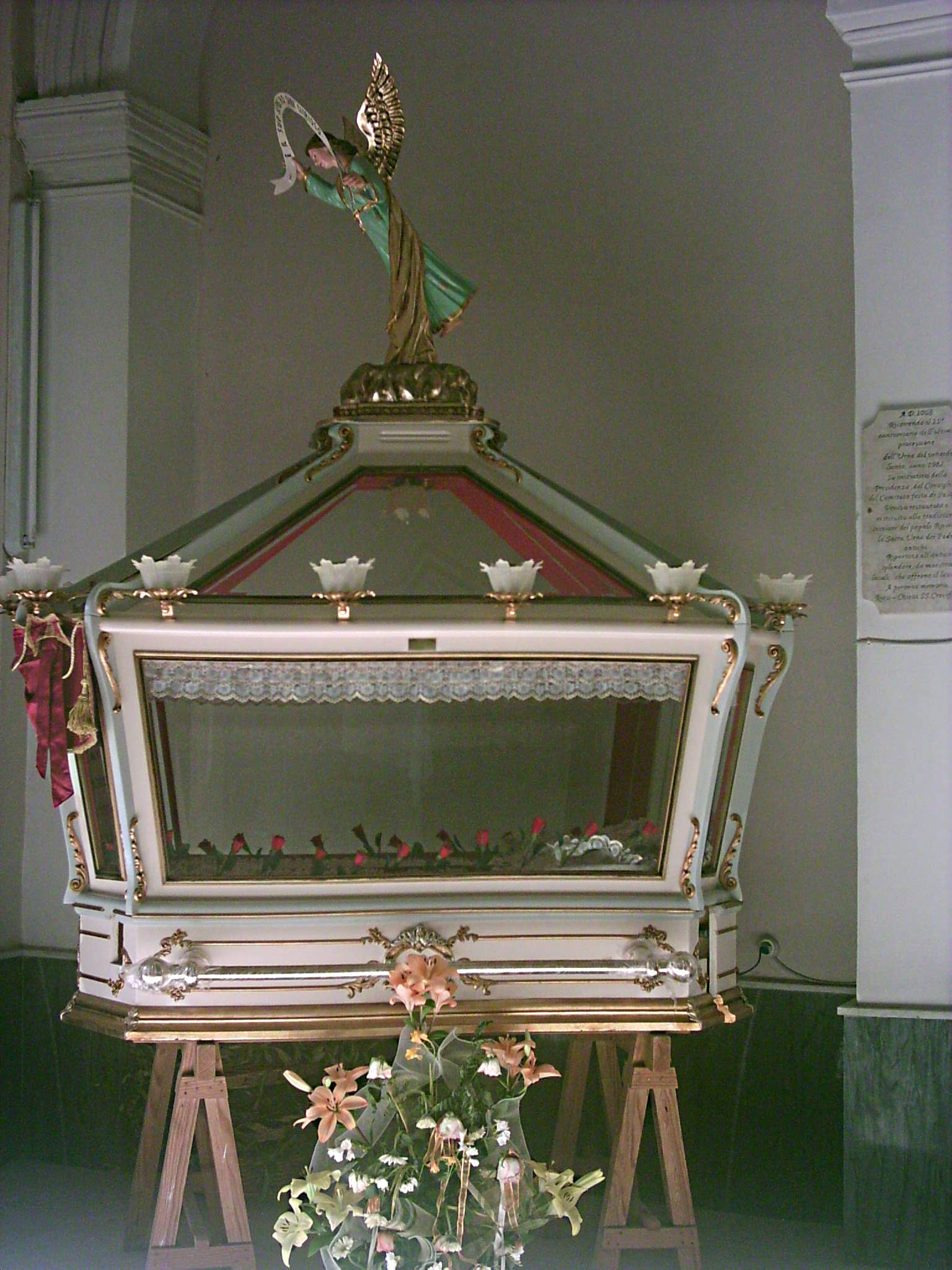
L'urna

Alle cinque del mattino vengono sparati ventuno colpi di "cannone". Alle 5.30 escono dalla chiesa del crocifisso l'Addolorata e San Giovanni. Intorno alle 6, dall'alto di un balcone, nella zona più antica del paese - il Canale - viene recitata una poesia alla Santa Madre che suo figlio è stato condannato. Alle 15, nei quattro canti più importanti di Riesi, i "Quattru Cantunera" avviene il doloroso incontro - "La giunta". Preceduto dal suono del tamburo e della tromba, San Giovanni corre verso Gesù con la croce e ritorna dall'Addolorata.
Dopo un ulteriore lancinante squillo di tromba avviene la "Giunta", la Madonna bacia la mano del Cristo: si verifica l'incontro tra la Veronica, che asciuga il volto del Cristo e ad uno scoppio della "maschiata". Dopo l'azione della Veronica si prosegue verso il Calvario. Alle 16, sotto la musica della "lacrima", Gesù viene crocifisso.
Alle 19, accompagnata dalle autorità locali, l'urna va a raccogliere le sacre spoglie. Alle ore 20.30 avviene la "scinnenza" - deposizione. Al segnale della "truccola" (due pezzi di legno che si urtano uno sull'altro) i portatori dei simulacri muovono tre passi avanti e due indietro. Verso la mezzanotte prima che la sacra Urna e i simulacri rientrano nella chiesa del Crocifisso, nella piazza principale antistante la Basilica-Santuario Maria della Catena, un gioco pirotecnico conclude la serata.
- Sabato Santo

Intorno alle 23.00 inizia la Veglia Pasquale che si conclude intorno all'una con fiaccolate, fuochi pirotecnici e "maschiate" e scampanii di campane.
- Domenica di Pasqua

A Pasqua, alle 10, davanti alla Matrice, San Pietro e San Paolo fanno incontrare in una "giunta" di festa la Madonna con il Salvatore. Alle 20.30 la giunta finale: nei quattro canti di città, la Santa Madre riabbraccia il figlio di Dio.

#### Festa della Madonna della Catena
La Madonna della Catena, festeggiata la seconda domenica di settembre, è la patrona della città. La festa consiste in una parata per le vie centrali del paese da parte della locale banda musicale.
Il giorno della festa vede pellegrini provenire dai paesi vicini, nella notte, alcuni a piedi scalzi. Alle due di notte i giovani si riuniscono alla periferia del paese e in un clima di preghiera, quando i pellegrini si sono radunati, ci si incammina insieme verso il santuario dove, alle 4 del mattino viene celebrata la Santa Messa. La processione viene celebrata fra il tardo pomeriggio e la tarda serata. Quando il simulacro della Madonna della Catena esce dal portone centrale della Chiesa Madre contemporaneamente comincia a suonare la banda musicale e viene fatta una "maschiata" seguita dal suono delle campane. Dopo aver percorso le vie del paese il simulacro rientra nella chiesa madre. Il lunedì successivo seguono fuochi d'artificio.

#### Festa di San Giuseppe
La festa in onore del patriarca San Giuseppe, che si festeggia il 19 marzo e l'ultima domenica di luglio, è per antonomasia la festa degli artigiani.
Sono molte le persone che dedicano l'altare a San Giuseppe come atto di devozione per grazia ricevuta dal santo. Doni richiesti per episodi vari. Storie diverse ma intrecciate dalla grande fede per il patriarca della sacra famiglia. L'altare è composto da una tavolata a più piani situata nell'angolo di due pareti in modo decrescente, apparecchiata con piatti tipici e ornata da frutta e altre prelibatezze; sopra l'altare è collocato un quadro di San Giuseppe. Quanto è posto nei diversi piani della tavolata sarà consumato dai poveri del paese il giorno della festa, inoltre viene imbandita una ricca tavola per i tre, sei, nove o i tredici santi che partecipano alla cena. Questa tavolata si chiama Artaru, perché i poveri che consumano il pranzo rappresentano rispettivamente la Madonna, San Giuseppe e Gesù Bambino. “San Giuseppe voli trafficu”, (ossia preparazione e fatica), è la frase rituale che si mormora in ogni casa nella quale, come da regola gli innumerevoli preparativi precedono la scenografica mensa sacra dedicata al santo.
All'inizio del pranzo, il personaggio che rappresenta Gesù Bambino si alza in piedi con la mano alzata e tre dita aperte, a rappresentare la Trinità, e recita una poesia tradizionale:
"Biniditta la cena

Biniditta la Maddalena

Biniditti tutti quanti:

Lu Patri, lu Figliu e Lu Spiritu Santu. 

Mangiati figli di Diu, 

ca la cruci mi la fazzu ji"
Oltre alla tradizione, San Giuseppe è festeggiato da tutta la comunità. Alla solenne celebrazione eucaristica presieduta dal vicario che si svolge presso la chiesa di San Giuseppe segue una solenne processione del simulacro del santo per le vie del paese. Non manca poi, come ogni anno, l'abituale fiaccolata alla scalinata San Giuseppe e lo sparo di moschetteria; Segue uno spettacolare Castiddu di fuocu (giochi pirotecnici vari), con musiche concertistiche nella serata successiva.

## Cultura
Musei
Museo delle Solfare di Trabia Tallarita

### Cucina
Le preparazioni tipiche sono appartenenti alla tradizione siciliana. Importante anche la produzione vitivinicola.
- Taglierina con riso e legumi, taglierina fresca con riso e legumi, preparata solitamente nel giorno della festa di Santa Lucia;
- Maccarruna alla carrittera, maccheroni freschi conditi con olio, aglio fritto e cosparsi di abbondante pecorino grattugiato;
- La cuccìa, grano cotto assieme a ceci e fave e condito con olio, pepe e sale; tipico per la festa di tutti i Santi;
- Frittata di finocchi selvatici;
- Frittata di fave
- Insalata di arance (arance sbucciate e tagliate a pezzettoni, conditi con olio, pepe e origano;
- Insalata di limoni, limoni sbucciati e tagliati a fette, conditi con olio e pepe, in abbondante acqua naturale;
- Pane di San Giuseppe, pane lavorato in maniera tale da far assumere la forma dei Santi; tipico per la festa di San Giuseppe;
- La fuateddra, focaccia imbottita con olio e sarde, o semplicemente schiacciata e cosparsa di pecorino grattugiato;
- I guasteddri, pane crudo fritto nell'olio e cosparso di abbondante zucchero;
- Il muffuletto, pane lavorato con semi di finocchio, con pochissima mollica, conditi con olio, sale e pepe nero; tipico della festa di San Martino
- I mastazzoli, dolci lavorati con i frutti del carrubo; tipici per Natale;
- Li gnucchitti, dolci lavorati con uova e farina, fritti nell'olio e cosparsi di miele; tipici per Natale;
- Il vurciddrata, pane o dolce con impasto di fichi secchi; tipico per Natale;
- Il torrone, tipico per la festa della Madonna della Catena;
- I cuddireddri, dolci preparati con farina, zucchero e uova, manipolati con cura e foggiati in maniera caratteristica, giacché alla pasta si fa assumere una forma rotondeggiante, costituita da piccole corone, che vengono fritte; tipici per la festa di Santa Lucia;
- Gli spingi, tipici per la festa di carnevale.

### Libri
- Riesi di Massimo Rosario Paterna Riesi e i Rijsani di Massimo Rosario Paterna
- Riesi nella storia di Giuseppe Testa
- La repubblica di Riesi di Giuseppe Testa
- Una terra, un tetto, una speranza di Salvatore Michele Mirisola
- C'era ‘na vota Riesi di Giuseppe Paterna
- La storia di Riesi, dalle origini ai nostri giorni di Salvatore Ferro
- Le opere,i giorni,i sentimenti di Giuseppe Paterna
- Una Sicilia minore di Salvatore Michele Mirisola
- Storia di Riesi a fumetti di Giuseppe Veneziano e Massimo Rosario Paterna
- Riesi Kaputt Mundi di Nino Sanfilippo
- “Li paroli di l'antichi sunu sacri e santi” dell'Istituto Comprensivo “Carducci” di Riesi Uomini fatti e aneddoti nella storia di Riesi di Luigi Butera
- Il “Sorfaraio” di Gaetano Baglio
- La leggenda di la Spatazza di Rosario Riggio
- Opuscolo su Riesi di Giuseppe Testa
- Giorni a Riesi di Tullio e Giò Vinay
- Riesi e la Pirrera di Gaetano Carusotto e Marino Daniele
- Riesi: Tra passato e Presente di Gaetano Carusotto e Marino Daniele
- Riesi Motore Dell'Universo di Nino Sanfilippo e Sarino Giambarresi
- Mia Terra di Don Pino Giuliana
- La mafia di un villaggio siciliano 1860-1900 di Anton Blok La Charta Memoriae di Riesi. Una falsificazione del XIX secolo di Giuseppe Cosentino
- Il folcklore di Riesi di Clelia Infuso
- La malaria a Riesi nel 1911 di Giuseppe Jannì
- Riesi in mutande di L. Carrubba
- Il diritto nella storia. A proposito della rivendica dei diritti d'uso civico a favore della popolazione di Riesi di Pasquale Gaetano Pasqualino
- Per una storia dei valdesi in Sicilia. La comunità di Riesi dal 1871 al 1920 di Massimo Rosario Paterna
- Una Chiesa in cammino – I valdesi a Riesi, 1871 – 2021 di Ezio Fiorenza, Adele Fiorenza, Domenico Pistone
- Riesi: viaggio nelle scuole del passato di Ezio Fiorenza
- Antonio, mio padre di Giuseppe Di Legami
- Chistu Riesi di Piera Cutaia
- La Miniera Trabia Tallarita, storie e lotte degli zolfatari di Giuseppe Giancarlo Calascibetta
- Un giorno forse ritornerò di Claudia Giarletta Lo Blundo Eventi, uomini, idee e testimonianze di Don Pino Giuliana
- La Cantina di Riesi di Salvatore Michele Mirisola
- La Regina delle Vittorie di Giuseppe Testa
- Il senso della luce, viaggio fotografico nel centro Sicilia di Giuseppe Giancarlo Calascibetta
- Un viaggio chiamato Riesi. I 50 anni del Servizio Cristiano di Jourdan M. La
- Parrocchia di San Giovanni Bosco- 50 anni di storia di Giuseppe Giancarlo Calascibetta
- Festa di Popolo di Don Pino Giuliana Ricordando Don Camilleri di Lillo Sciarrino
- Colgo l'attimo- semplici evasione di poesia di Rosario La Monaca
- Resistenti, storie di partigiani, antifascisti e deportati di Riesi di Giuseppe Giancarlo Calascibetta
- Metamorfosi- la vita è di Rosario La Monaca
- Al di là del tunnel di Rosario La Monaca
- Tanino Giambarresi, un artista riesino. Uno sguardo al futuro.
- A domani di Sergio Buttigè
- Riesi. Evoluzione di una fattoria su una trazzera sicula di Claudia Lo Blundo Giarletta.
- Percorso fotografico di un treno che non arrivò mai. Ediz. illustrata di Calogero Luigi Ferraro.
- Nell'ora più calda di Daniela Mirisola
- Il cielo tra i banchi di Daniela Mirisola
- Antonio Canepa e il separatismo siciliano di Lino Carrubba
- Le miniere Trabia-Tallarita nei miei scatti di Calogero Luigi Ferraro
- Tra le cime dei sogni di Daniela Mirisola
- Antichità ignorate del Nisseno di Mirisola Salvatore M.
- Scavati nella pietra di Lino Carrubba
- La musica dell'anima di Domenico Debilio
- I Toscano di Salvatore Michele Mirisola
- Di questa terra facciamone un giardino. Tributo a Pino Veneziano di Rocco Pollina e U. Leone.
- Covid Life, la vita ai tempi del Coronavirus di Giuseppe Giancarlo Calascibetta
- Variae. Riesi pillole di storia di Salvatore Mirisola
- La Giostra del Cavallo di Salvatore Giambarresi
- Giorni a Riesi, ieri e oggi di Tullio e Giò Vinay e Gianluca Fiusco.
- Gli spaesati di Enzo D'Antona
- Toponomastica dei quartieri di Riesi: frammenti di storia e tradizione orale a cura di Rosaria Carbone, Maria Catena Sanfilippo e Josephine Magrì.
- Sulle orme del sole di Salvatore Valerio Riccobene
- La patrona di Riesi e i suoi compatroni di Salvatore Michele Mirisola
- Intimo nero con merletti e Frati di Samanta Giambarresi
- L’una è l’altra di Samanta Giambarresi
- L'ultima lucciola di Samanta Giambarresi

## Economia
Dopo il declino dell'industria di zolfo, solfato di calcio e di barite il suo mercato è divenuto soprattutto agricolo, con un'economia basata sulla produzione di cereali, mandorle, uva, olive, carciofi, pesche e foraggi. Parecchio praticato è pure l'allevamento bovino, ovino e avicolo. Sono presenti una cooperativa e due frantoi privati. La cantina sociale "La vite" della provincia si trova a Riesi, dove opera una pressa meccanica. C'è anche una piccola produzione orafa e alcune piccole società di ingegneria meccanica ed elettronica. Dopo una fase crescita economica dovuta alla nascita di fabbriche appartenenti al polo tessile, queste ultime hanno poi chiuso; attualmente il paese vive una fase di calo economico e demografico.

### Lo zolfo di Riesi nel passato

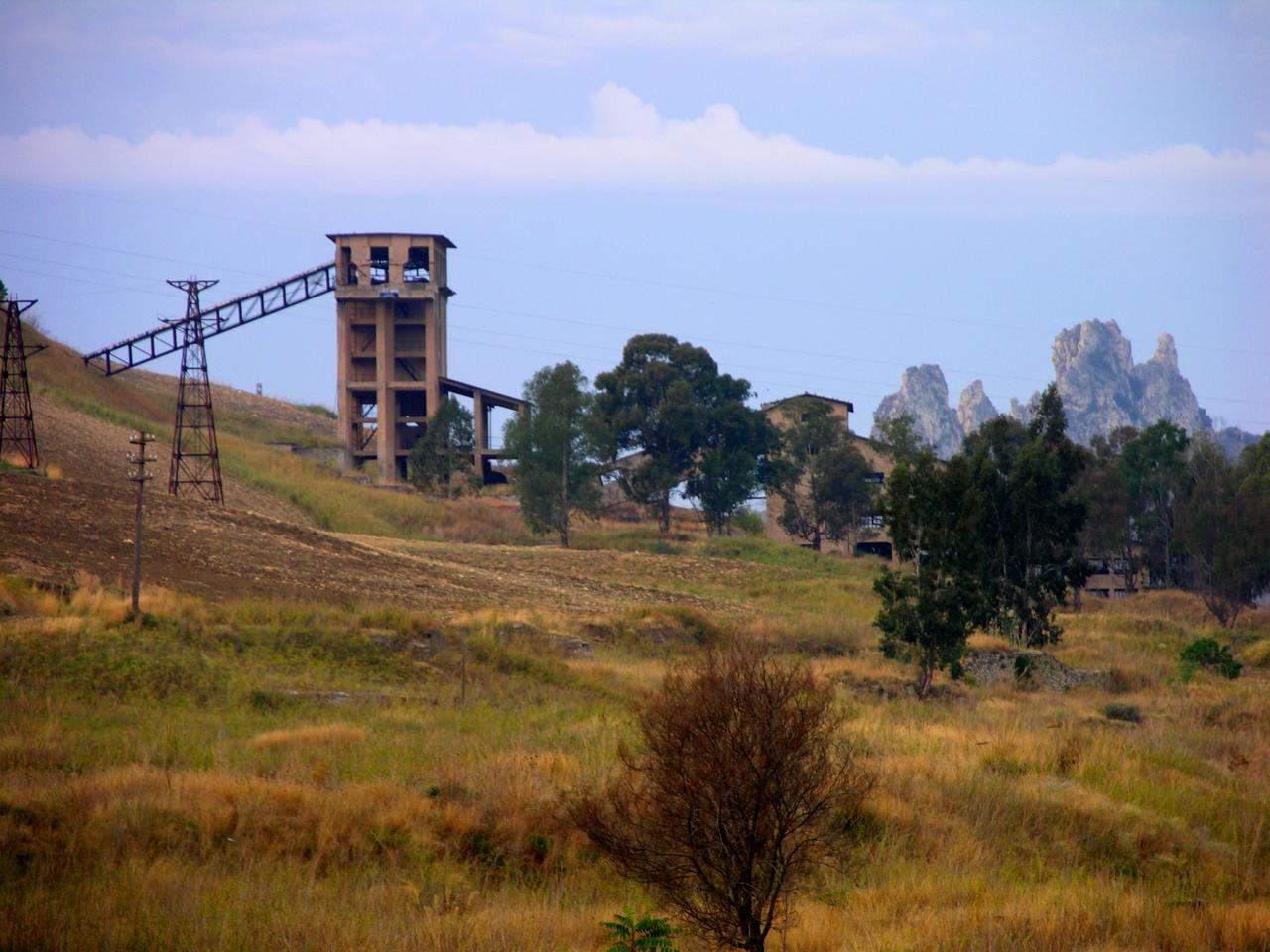
Miniera Trabia-Tallarita

L'attività mineraria è quella che più di altre ha segnato il passato di Riesi. Dopo gli anni cinquanta la concorrenza americana sbaragliò la produzione solfifera della provincia nissena per cui la stragrande maggioranza delle miniere, di lì a poco, fu costretta a chiudere.
Superato il centro abitato di Riesi, verso il confine con il comune di Sommatino, dopo circa 15 minuti di strada, in corrispondenza del ponte Muntina, sulla destra sorgono gli impianti delle miniere di Trabia e Tallarita, una delle più grandi solfare siciliane, dove in passato si estraevano fino a 10.000 tonnellate per cantiere di minerale solfifero ogni anno. Il grande bacino minerario, sito tra Riesi e Sommatino è attraversato dal fiume Imera Meridionale alla cui sinistra si trova la Tallarita e alla destra la Trabia. Le miniere sfruttavano un giacimento solfifero incassato fra i sedimenti della cosiddetta Formazione Gessoso-Solfifera del Miocene superiore, molto conosciuta e studiata dai geologi di tutto il mondo. Nella miniera Trabia, conosciuta in passato anche come la Sulfara ranni (Solfara grande) i primi lavori estrattivi risalgono intorno al 1730; il minerale, a causa della poca profondità, era così abbondante da essere visibile senza bisogno di scavare per cui bastavano una pala ed un piccone per raccoglierne grandi quantità. A partire dal 1830 però, grazie all'introduzione di nuovi mezzi meccanici l'attività assunse una maggiore rilevanza. Attorno alle miniere fu edificato pure un villaggio presso il quale vi erano una stazione dei carabinieri, un ufficio postale, una cappella, uno spaccio e gli alloggi per 300 dipendenti e relative famiglie. Gli impianti consistevano esternamente di una torre (o castelletto) sulla quale era sistemato un argano che garantiva il movimento verticale dei vagoncini che, riempiti di minerale nei cantieri sotterranei, venivano trasportati all'esterno. Il minerale estratto veniva di seguito arricchito in stabilimenti che spesso erano attigui alla miniera, dove, all'interno di forni speciali, si procedeva alla separazione dello zolfo dalla roccia calcarea. All'interno della miniera, nelle viscere della terra, i minatori scavavano incessantemente per tutto il giorno e a causa della temperatura elevata erano costretti a lavorare seminudi. Nel 1904 oltre all'introduzione di metodi meccanici venne costruita anche una teleferica lunga 10 km che collegava la stazione ferroviaria di Campobello di Licata, della linea Canicattì-Licata con il bacino minerario Trabia-Tallarita. Negli anni venti, nel pieno dell'attività estrattiva, queste miniere davano lavoro a poco meno di 3.000 minatori. Nel 1957, in conseguenza di una esplosione di grisou, franò un pozzo (Scordia) che causò molte perdite umane. La miniera fu chiusa nel 1975. Oggi gli antichi edifici nei quali un tempo lavoravano migliaia di minatori siciliani rappresentano soltanto ottimi esempi archeologico-industriali, dove particolarmente suggestivi sono i resti delle infrastrutture di lavorazione, tra i quali l'interminabile sequenza dei forni Gill (sistema più moderno di fornaci per la fusione). Spentasi l'industria mineraria ai giorni nostri Riesi è una cittadina che fa dell'agricoltura la sua principale fonte di sostentamento. Dal 2010 nell'area mineraria è presente un Museo delle Solfare di Trabia Tallarita, un'esposizione multimediale permanente dedicata all'epopea dello zolfo nisseno.

## Amministrazione
| Periodo           | Periodo           | Primo cittadino                                                            | Partito                           | Carica                   | Note   |
| ----------------- | ----------------- | -------------------------------------------------------------------------- | --------------------------------- | ------------------------ | ------ |
| 20 febbraio 1817  | 11 ottobre 1819   | Francesco De Bilio                                                         | -                                 | Sindaco                  |        |
| 29 novembre 1819  | 16 gennaio 1828   | Tommaso La Marca                                                           | -                                 | Sindaco                  |        |
| 3 gennaio 1828    | 20 gennaio 1831   | Francesco Scimena                                                          | -                                 | Sindaco                  |        |
| 7 gennaio 1831    | 30 dicembre 1833  | Luigi Pasqualino                                                           | -                                 | Sindaco                  |        |
| ?                 | ?                 | Giuseppe Trapani                                                           | -                                 | Sindaco                  |        |
| 2 febbraio 1837   | 1837              | Antonino D'Antona                                                          | -                                 | Sindaco                  |        |
| 1838              | 1843              | Vincenzo Vitello                                                           | -                                 | Sindaco                  |        |
| 1844              | 1845              | Tommaso La Marca                                                           | -                                 | Sindaco                  |        |
| 1846              | 1849              | Giuseppe Martorana                                                         | -                                 | Sindaco                  |        |
| 1850              | 1855              | Francesco Pasqualino                                                       | -                                 | Sindaco                  |        |
| 1856              | 1859              | Onofrio Pasqualino                                                         | -                                 | Sindaco                  |        |
| 1861              |                   | Giuseppe Martorana                                                         | -                                 | Presidente del Municipio |        |
| 1862              |                   | Vincenzo Vitello                                                           | -                                 | Presidente del Municipio |        |
| 1862              | 1865              | Carmelo Inglese                                                            | -                                 | Sindaco                  |        |
| 1865              |                   | Giuseppe Riccobene                                                         | -                                 | Sindaco                  |        |
| 1865              | 1875              | Giuseppe Jannì                                                             | -                                 | Sindaco                  |        |
| 1875              | 1889              | Pietro D'Antona                                                            | -                                 | Sindaco                  |        |
| 1889              | 1893              | Gaetano Pasqualino                                                         | -                                 | Sindaco                  |        |
| 1893              | ottobre 1893      | Francesco De Bilio                                                         | -                                 | Comm. pref.              |        |
| 1893              | 1896              | Pietro Manderà Di Benedetto                                                | -                                 | Sindaco                  |        |
| 1896              | 1900              | Carmelo Inglese                                                            | -                                 | Sindaco                  |        |
| 1901              |                   | Pietro Manderà Di Benedetto                                                | -                                 | Sindaco                  |        |
| 1904              |                   | Carlo Golisano                                                             | -                                 | Sindaco                  |        |
| 1910              |                   | Carmelo Inglese                                                            | -                                 | Sindaco                  |        |
| 1910              |                   | Luigi D'Antona                                                             | -                                 | Sindaco                  |        |
| 1920              |                   | Gaetano De Bilio                                                           | -                                 | Sindaco                  |        |
| 1920              | 1923              | Carlo Golisano                                                             | -                                 | Sindaco                  |        |
| 1923              | 1925              | Giuseppe Martorana                                                         | -                                 | Sindaco                  |        |
| 1926              |                   | Luigi D'Antona                                                             | -                                 | Sindaco                  |        |
| 1926              | 1928              | Gabriele La Monica                                                         | -                                 | Sindaco                  |        |
| 1928              |                   | Ugo Rossi                                                                  | -                                 | Comm. pref.              |        |
|                   |                   | ?                                                                          | -                                 | Comm. pref.              |        |
|                   |                   | Seguono diversi Podestà sino alla fine della guerra.                       | -                                 | Sindaco                  |        |
|                   |                   | ?                                                                          | -                                 | Comm. pref.              |        |
| 1943              |                   | Antonio Di Legami                                                          | -                                 | Podestà                  |        |
| 1943              |                   | Giuseppe Altovino                                                          | -                                 | Podestà                  |        |
| 1944              |                   | Giuseppe Verso                                                             | -                                 | Podestà                  |        |
|                   |                   | Seguono vari Commissari Prefettizi (Giuseppe Fasulo, Rosario Toscano ecc.) | -                                 | Sindaco                  |        |
| 27 ottobre 1946   | 14 giugno 1952    | Antonio Di Legami                                                          | -                                 | Sindaco                  |        |
| 15 giugno 1952    | 15 novembre 1953  | Antonio Spinnato                                                           | -                                 | Sindaco                  |        |
| 16 novembre 1953  | 14 giugno 1956    | Gaetano Lo Maglio                                                          | -                                 | Sindaco                  |        |
| 15 giugno 1956    | 20 marzo 1959     | Gerlando Taibi                                                             | -                                 | Sindaco                  |        |
| 21 marzo 1959     | 21 luglio 1960    | Francesco Sardella                                                         | -                                 | Sindaco                  |        |
| 22 luglio 1960    | 13 giugno 1962    | Gerlando Taibi                                                             | -                                 | Sindaco                  |        |
| 29 giugno 1962    | 10 dicembre 1964  | Antonio Di Cristina                                                        | -                                 | Sindaco                  |        |
| 18 dicembre 1964  | 20 dicembre 1966  | Giuseppe Paterna                                                           | -                                 | Sindaco                  |        |
| 5 gennaio 1967    | 7 luglio 1970     | Carmelo Lo Grasso                                                          | -                                 | Sindaco                  |        |
| 30 ottobre 1970   | 29 novembre 1970  | Rosario Di Vendra                                                          | -                                 | Sindaco                  |        |
| 1º dicembre 1970  | 20 dicembre 1971  | Armando Turco                                                              | -                                 | Sindaco                  |        |
| 21 dicembre 1971  | 7 dicembre 1973   | Girolamo Buttigè                                                           | -                                 | Sindaco                  |        |
| 10 dicembre 1973  | 7 agosto 1975     | Armando Turco                                                              | -                                 | Sindaco                  |        |
| 28 agosto 1978    | 19 gennaio 1978   | Giuseppe Trubia                                                            | -                                 | Sindaco                  |        |
| 9 marzo 1978      | 17 settembre 1981 | Francesco Fasulo                                                           | -                                 | Sindaco                  |        |
| 18 settembre 1981 | 1983              | Francesco Riggio                                                           | -                                 | Sindaco                  |        |
| 16 giugno 1983    | 7 aprile 1984     | Ercole Accardi                                                             | -                                 | Sindaco                  |        |
| 23 giugno 1984    | 27 marzo 1985     | Salvatore Buttigè                                                          | -                                 | Sindaco                  |        |
| 7 giugno 1985     | 28 agosto 1986    | Rosario Pistone                                                            | -                                 | Sindaco                  |        |
| 3 ottobre 1986    | 10 gennaio 1987   | Giuseppe Di Legami                                                         | -                                 | Sindaco                  |        |
| 7 gennaio 1987    | 10 aprile 1989    | Rosario Pistone                                                            | -                                 | Sindaco                  |        |
| 8 luglio 1989     | 20 marzo 1990     | Vincenzo Napolitano                                                        | Democrazia Cristiana              | Sindaco                  | [ 21 ] |
| 22 giugno 1990    | 18 novembre 1991  | Vincenzo Napolitano                                                        | Democrazia Cristiana              | Sindaco                  | [ 21 ] |
| 18 novembre 1991  | 1º settembre 1992 | Francesco Eugenio Roccella                                                 | Partito Socialista Italiano       | Sindaco                  | [ 21 ] |
| 16 ottobre 1992   | 13 giugno 1994    | Anna Lombardo                                                              |                                   | Comm. straordinario      | [ 21 ] |
| 16 ottobre 1992   | 13 giugno 1994    | Silvana Fascianella                                                        |                                   | Comm. straordinario      | [ 21 ] |
| 28 giugno 1993    | 13 giugno 1994    | Guido Lo Valvo                                                             |                                   | Comm. straordinario      | [ 21 ] |
| 1º luglio 1994    | 11 giugno 1998    | Lino Carrubba                                                              | Partito Popolare Italiano         | Sindaco                  | [ 21 ] |
| 7 giugno 1998     | 1º agosto 2002    | Giuseppe Miccichè                                                          | Partito Popolare Italiano         | Sindaco                  | [ 21 ] |
| 10 settembre 2002 | 10 giugno 2003    | Francesco Marsala                                                          |                                   | Comm. straordinario      | [ 21 ] |
| 12 luglio 2003    | 31 gennaio 2006   | Lino Carrubba                                                              | lista civica                      | Sindaco                  | [ 21 ] |
| 26 gennaio 2006   | 1º luglio 2008    | Anna Maria Polimeni                                                        |                                   | Comm. straordinario      | [ 21 ] |
| 26 gennaio 2006   | 1º luglio 2008    | Isabella Giusto                                                            |                                   | Comm. straordinario      | [ 21 ] |
| 26 gennaio 2006   | 1º luglio 2008    | Michela La Iacona                                                          |                                   | Comm. straordinario      | [ 21 ] |
| 7 luglio 2008     | 10 giugno 2013    | Salvatore Buttigè                                                          | UDC - lista civica                | Sindaco                  |        |
| 11 giugno 2013    | 29 maggio 2023    | Salvatore Chiantia                                                         | PD -Il Megafono- UDC-lista civica | Sindaco                  |        |
| 29 maggio 2023    | in carica         | Salvatore Emiliano Sardella                                                | lista civica “RinnoviAmo Riesi”   | Sindaco                  |        |

## Galleria d'immagini

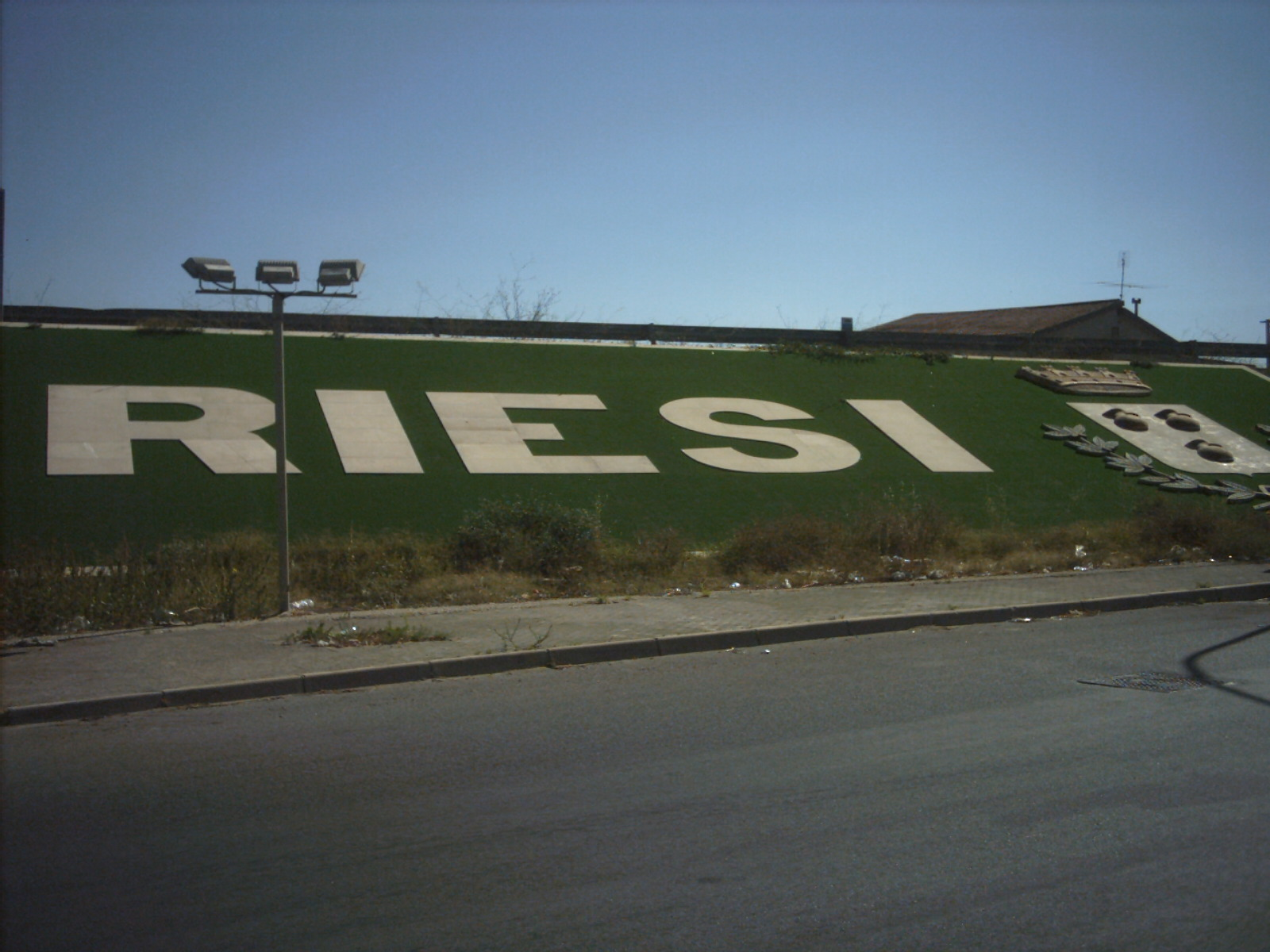
Riesi
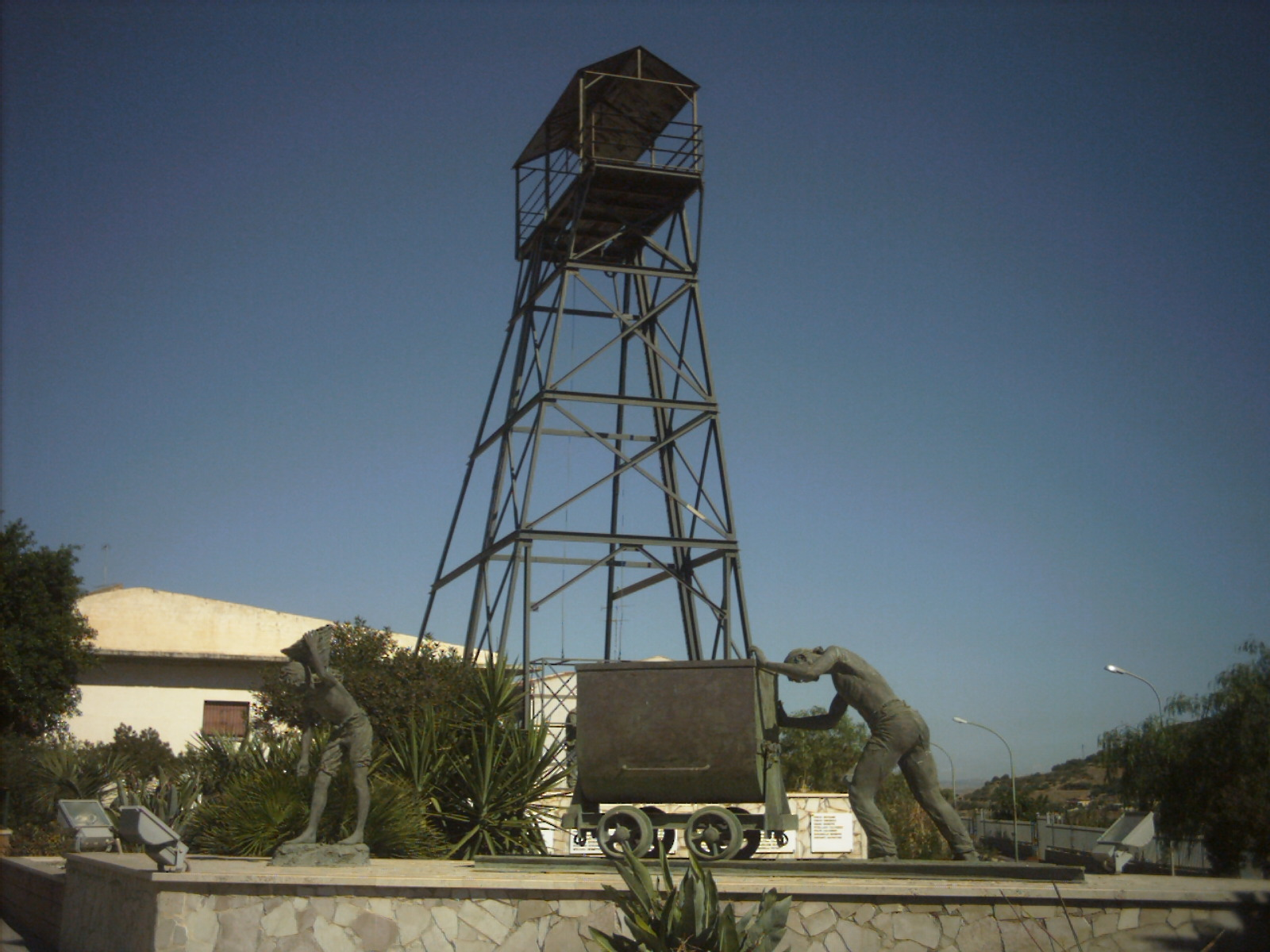
Monumento in onore dei minatori
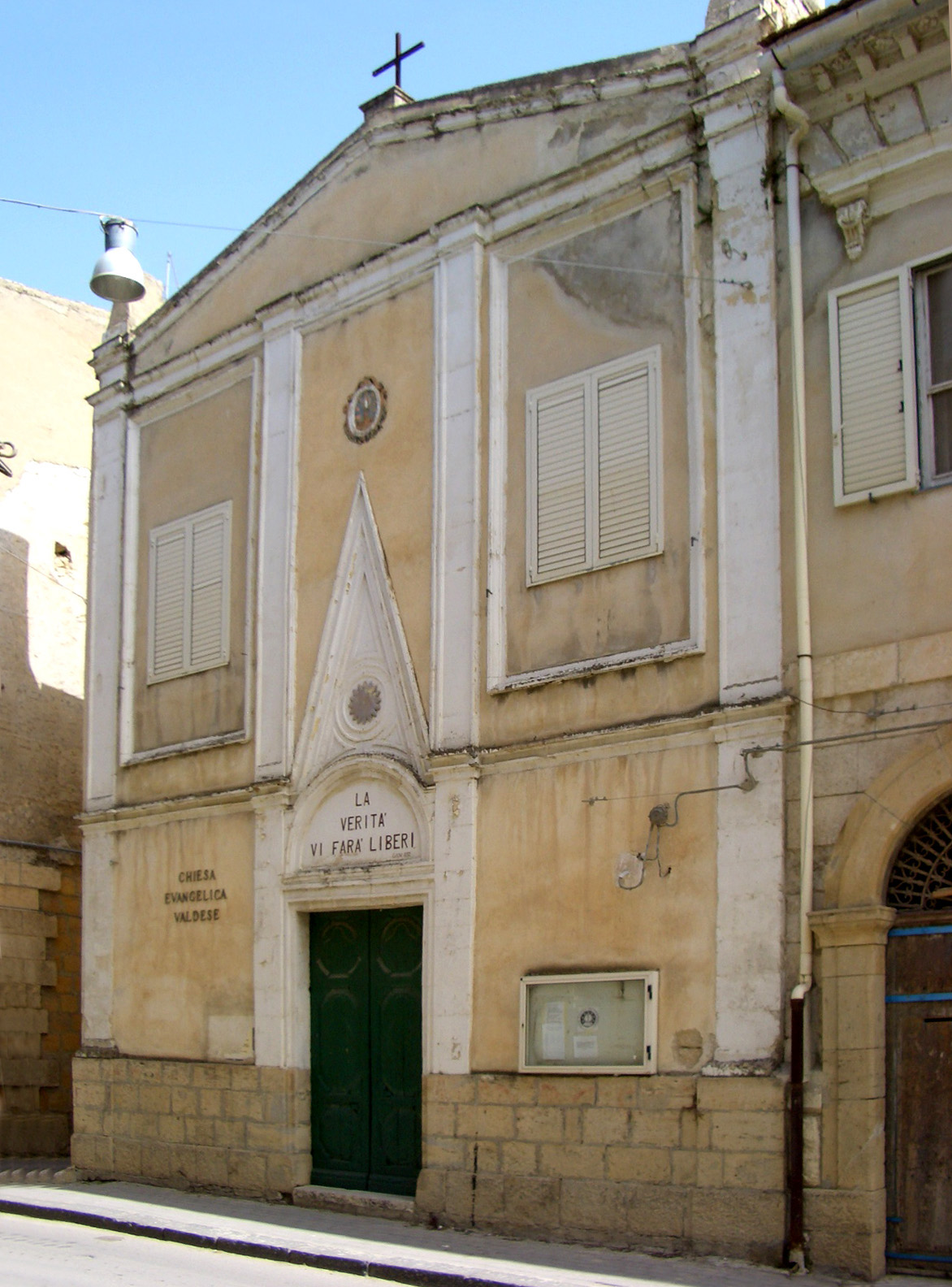
Chiesa valdese di Riesi
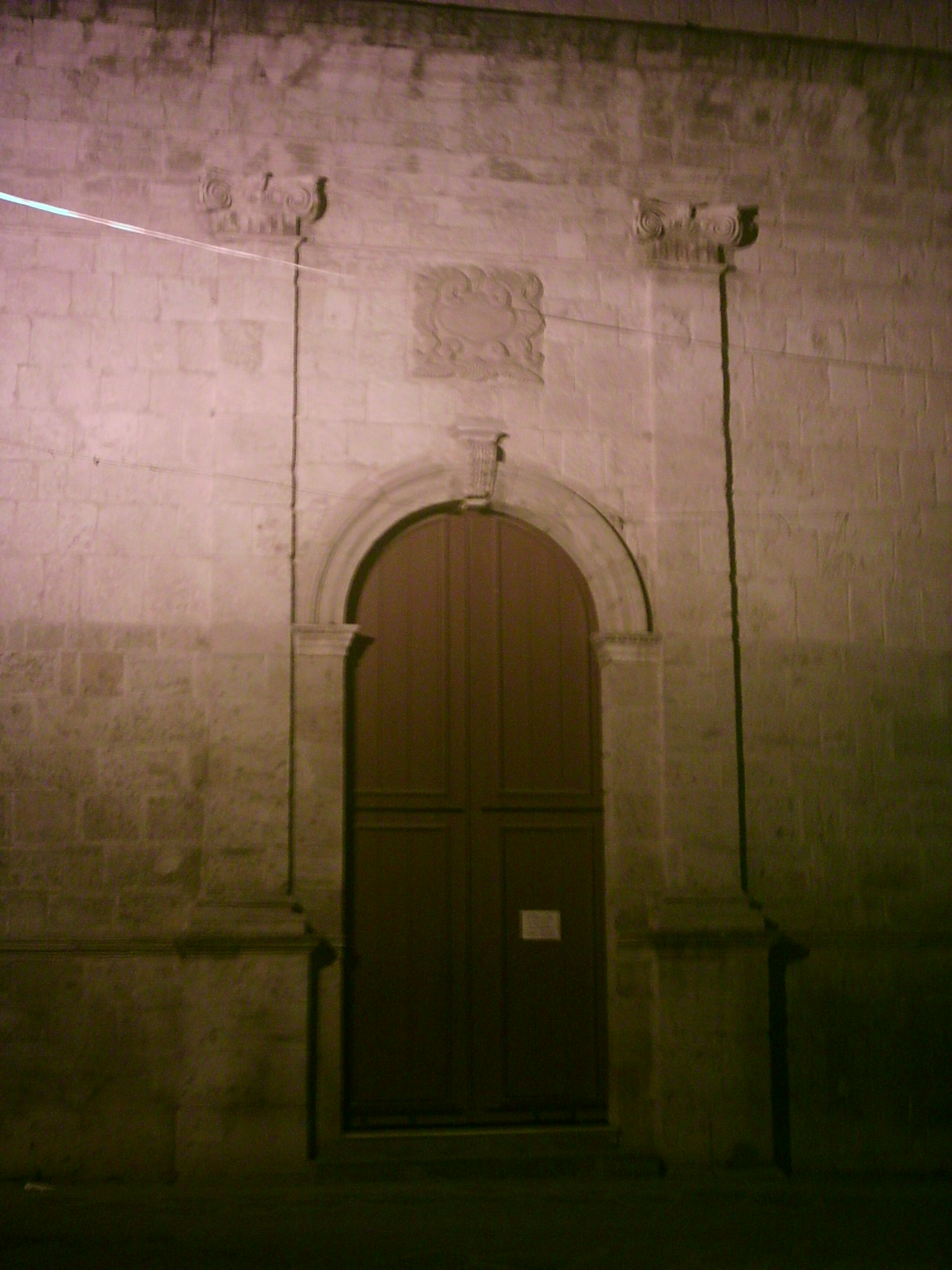
Chiesa Maria del Rosario
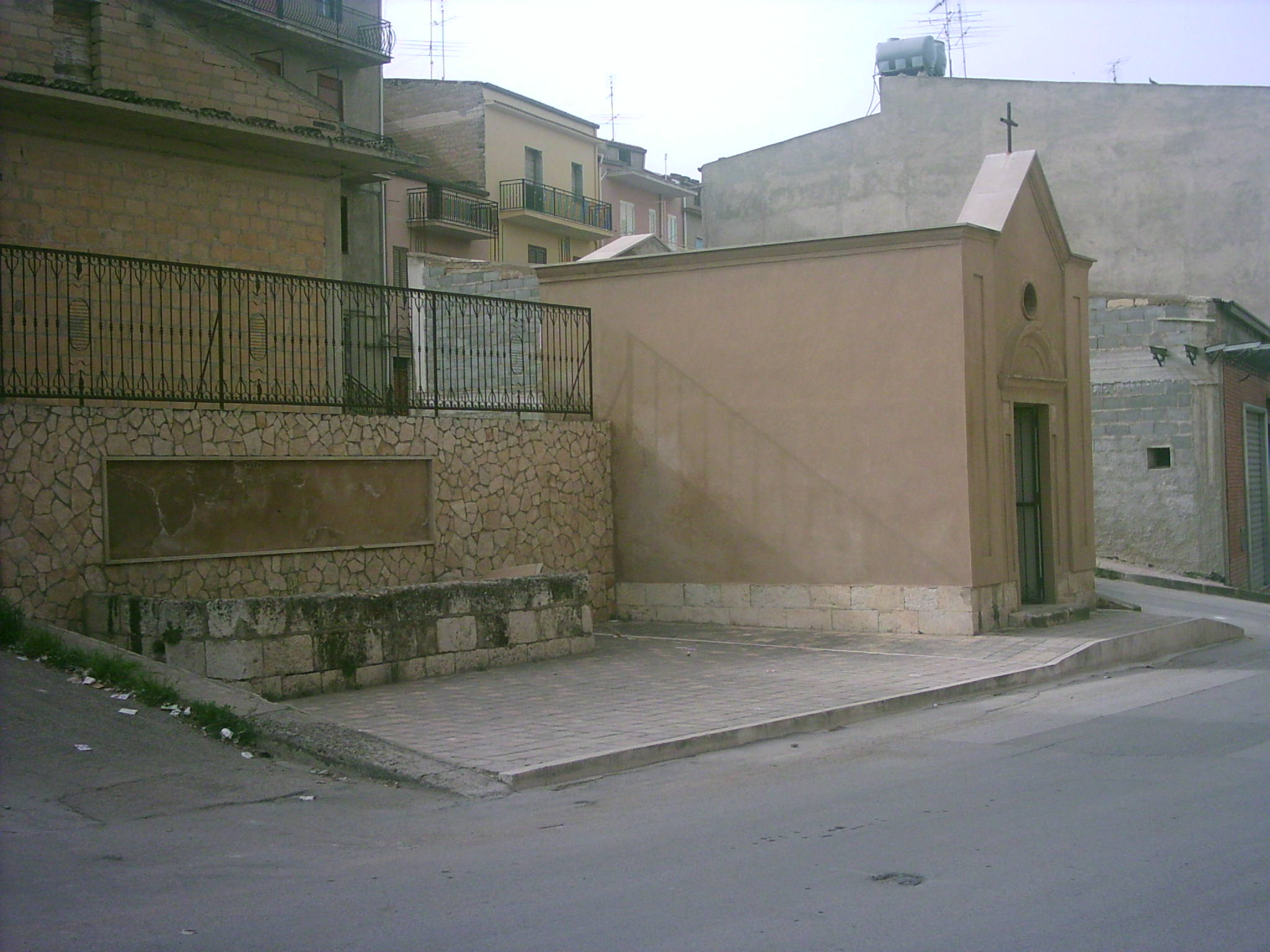
Chiesetta di San Giuseppe
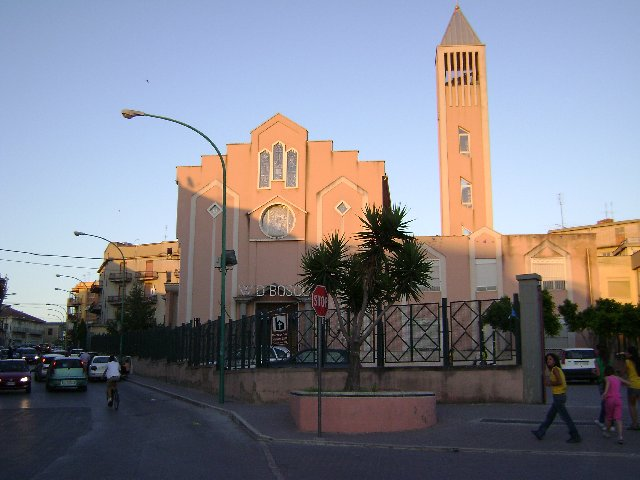
Chiesa Don Bosco